# Вінніков Зіновій Володимирович
Зінóвій Володимирович Вінніков (англ. / нід. Zino Vinnikov) — відомий радянський і нідерландський скрипаль і педагог. Переможець і лауреат Всесоюзних і Міжнародних конкурсів, один з провідних представників Санкт-Петербурзької скрипкової школи. У 2013 році був удостоєний звання Кавалера (Лицаря) Ордена Нідерландського Лева, найстарішої і вищої за статусом цивільної нагороди Нідерландів.

## Освіта
Вінніков виріс в Києві, де вчився у професора Абрама Штерна. Потім закінчив Ленінградську консерваторію і аспірантуру у професора Веніаміна Шера (учня легендарного родоначальника Петербурзької скрипкової школи, Леопольда Ауера) і у професора Михайла Ваймана. Ще студентом Вінніков був удостоєний першої премії (розділеної з Віктором Третьяковим) на Всесоюзному конкурсі скрипалів у Москві (1965). Надалі він став лауреатом премій III Міжнародного конкурсу імені П. І. Чайковського в Москві (1966), Міжнародного конкурсу імені королеви Єлизавети в Брюсселі (1971) і Міжнародного конкурсу імені Джордже Енеску в Бухаресті (перша премія і золота медаль, 1967).

## Соліст
Дебютував в 1963 році на сценах Ленінградської філармонії і Кіровського театру. Займаючись активною концертною діяльністю як в СРСР, так і за кордоном, він викладав також в Ленінградській консерваторії. У 1979 році Вінніков на запрошення Гаазького філармонічного оркестру (Резиденц-оркестру) з сім'єю емігрував до Нідерландів, де їм Королівським рішенням було надано громадянство. З тих пір Вінніков проживає в Нідерландах і у Франції.
Сьогодні Зіновій Вінніков — артист міжнародного масштабу, який має великий репертуар. Концертував у багатьох країнах Європи, в США, Канаді, Південній Америці, Китаї та Японії. Брав участь у відомих фестивалях, що проходять в Единбурзі, Сантандер, Афінах, Санкт-Петербурзі, Бонні, Парижі, Бордо і Лондоні. Виступав з багатьма видатними диригентами: Юрій Темірканов, Євген Свєтланов, Олександр Дмитрієв, Маріс Янсонс, Нееме Ярві, Геннадій Рождественський, Андре Превін, Ален Ломбар, Ганс Вонк, Яп ван Зведен, Володимир Ашкеназі, і інші. Слід зазначити особливу творчу співпрацю Віннікова з Ієгуді Менухіна, який захоплювався його грою. Їх спільний запис Скрипкового концерту, меланхолійний серенади і Мелодії П. І. Чайковського, в якій Менухин диригував Лондонським Королівським філармонічним оркестром (Royal Philharmonic Orchestra), мав великий міжнародний успіх і кілька разів перевидавався. Альбом «Зіновій Вінніков грає п'єси Фріца Крейслера» (Zino Vinnikov Plays Fritz Kreisler) також отримав чудові відгуки.
З 2004 року Вінніков співпрацює з Санкт-Петербурзької студією звукозапису «IMLab», яка випускає серію його дисків. Серед репертуару, недавно записаним Віннікова в Росії — Сонати і Партита для скрипки соло І. С. Баха, все Концерти для скрипки з оркестром І. С. Баха і В. А. Моцарта з Ансамблем солістів Заслуженого колективу Росії Академічного симфонічного оркестру Санкт-Петербурзької філармонії, і Альбом п'єс для скрипки і фортепіано («Листки з альбому») з піаністом Сергієм Мальцевим. У 2013 р відбувся випуск записи концертів для скрипки з оркестром Й. Гайдна, знову з Ансамблем солістів Заслуженого колективу Росії Академічного симфонічного оркестру Санкт-Петербурзької філармонії. Також студією «IMLab» були випущені три диска з обраними архівними записами з ленінградських концертів Віннікова 1960/1970-х років.

## Концертмейстер
Зіновій Вінніков займав посаду концертмейстера Академічного симфонічного оркестру Ленінградської філармонії, лондонського Королівського філармонічного оркестру (Royal Philharmonic Orchestra), Симфонічного оркестру Бордо-Аквітанії (Orchestre National Bordeaux-Aquitaine) і Гаагзького філармонічного оркестру (Residentie Orkest). Він також записав величезний оркестровий репертуар з видатними диригентами.

## Камерна музика
У камерній музиці партнерами Віннікова були такі чудові музиканти як Філіп Хіршхорн, Міша Майський, Борис Пергаменщиков, Наталія Гутман, Елісо Вірсаладзе, Рональд Браутігам, Єлизавета Леонська і багато інших. Протягом більше 10-и років Вінніков був першим скрипалем і співзасновником в Нідерландах Glinka Kwartet (Квартету імені Глінки), з яким часто виступав у Нідерландах і гастролював за кордоном.

## Педагог
Протягом багатьох років Зіновій Вінніков викладав у Ленінградській консерваторії, Роттердамської консерваторії, Утрехтській консерваторії і в Академії імені Бенджаміна Бріттена. Він продовжує регулярно давати майстер-класи, в тому числі в Санкт-Петербурзькій консерваторії, і викладає обраним приватним студентам в Нідерландах.

## Нагороди
- Переможець (перша премія розділена з Віктором Третьяковим), Всесоюзний конкурс скрипалів, Москва (1965)
- Лауреат, Міжнародний конкурс імені П. І. Чайковського, Москва (1966)
- Переможець, Міжнародний конкурс імені Джордже Енеску, Бухарест (1967)
- Лауреат, Міжнародний конкурс імені королеви Єлизавети, Брюссель (1971)
- Кавалер (Лицар) Ордена Нідерландського Лева (2013)[9]

## Дискографія
Сольні записи З. Віннікова були видані студіями Мелодія, RCA / Erasmus, Residentie Orkest, Tring International, Royal Philharmonic Orchestra, Eroica Classical і IMLab. У них виконуються твори Альбеніса, Ахрона, Бартока, Баха, Блоха, Венявського, Вівальді, Гаде, Гайдна, Дворжака, Дебюссі, Ізаї, Крейслера, Массне, Мійо, Моцарта, Понсе, Равеля, Сарасате, Сен-Санса, Сука, Чайковського, Шопена, Шоссона, і Шуберта.